# Gary M. Brito

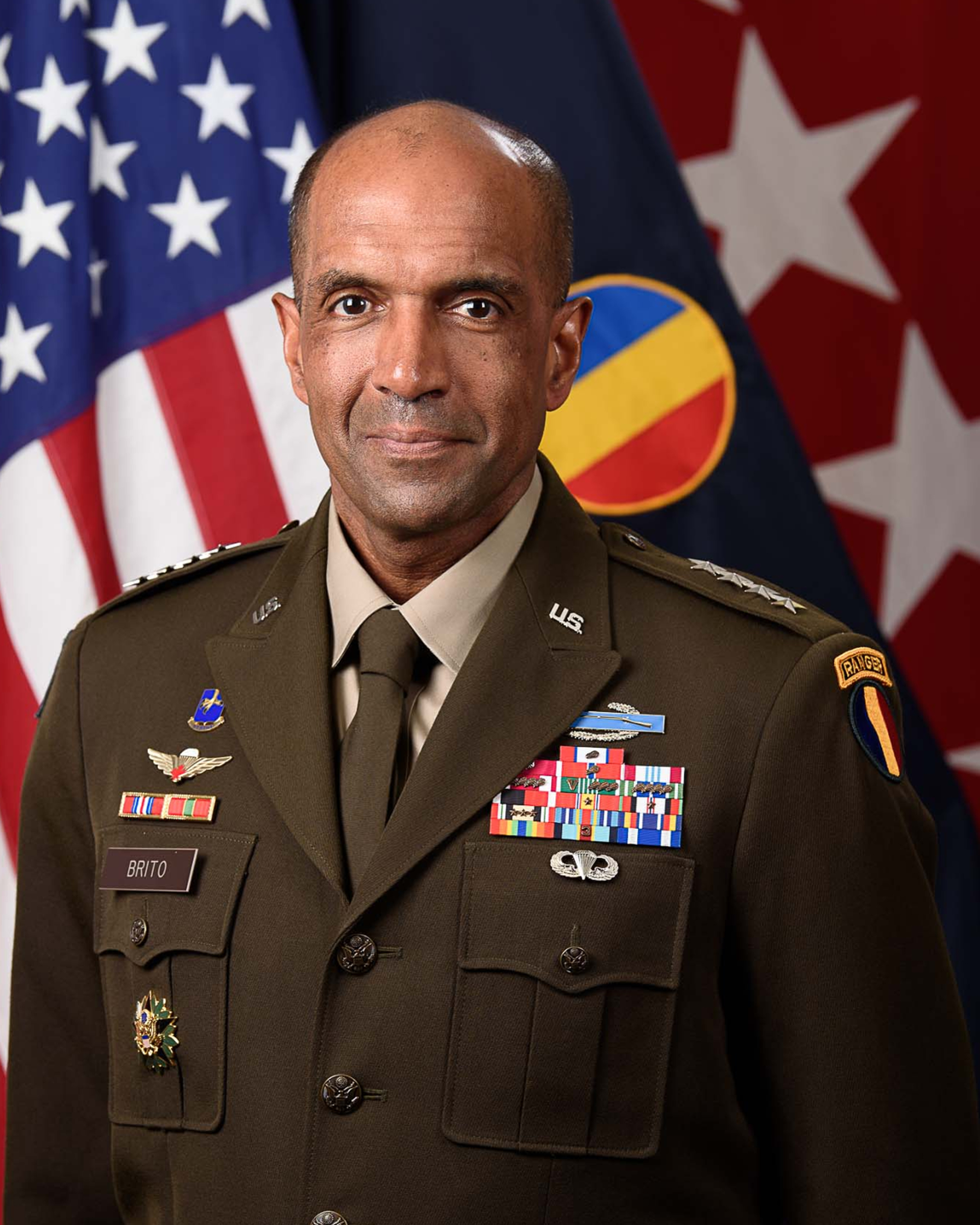
Gary M. Brito (2022)

Gary M. Brito (* 1963 oder 1964 in Hyannis, Massachusetts) ist ein US-amerikanischer General der United States Army und Kommandeur des United States Army Training and Doctrine Command.

## Leben
Gary Brito absolvierte ein Studium an der Pennsylvania State University und trat im März 1987 in die US-Streitkräfte ein. Verwendungen in der Truppe waren unter anderem die eines Bataillonskommandeurs im 15th Infantry Regiment, als Kommandeur der 120th Infantry Brigade sowie ein im Auslandseinsatz im Rahmen der International Security Assistance Force im Hauptquartier in Kabul, Afghanistan. Außerdem war er Adjutant des Kommandierenden Generals des III Corps in Fort Hood, Texas, Chef der Commanders Planning Group des TRADOC und zweimal im National Training Center in Fort Irvin, in Kalifornien, eingesetzt.
Am 8. September 2022 übernahm er das Kommando über das United States Army Training and Doctrine Command.